# كيفن فيذرستون
كيفن فيذرستون (بالإنجليزية: Kevin Featherstone)‏ هو مصارع محترف أمريكي، ولد في 26 فبراير 1971 في واشنطن العاصمة في الولايات المتحدة.

## روابط خارجية
- كيفن فيذرستون على موقع CageMatch worker (الإنجليزية)